# ساخت آمریکا
ساخت آمریکا (به انگلیسی: Made in U.S.A.) فیلمی است ساختهٔ ژان‌لوک گدار، کارگردان فرانسوی، محصول سال ۱۹۶۶. آنا کارینا و ژان‌پیر لئو نقش‌های اصلی آن را بازی می‌کنند. این فیلم اقتباس آزادی از رمان جاگر نوشته دانلد ای. وست‌لیک، در ژانر جنایی، کمدی، رمزآلود است. از آنجا که گدار پولی بابت حق تکثیر به نویسنده نپرداخته بود، ساخت آمریکا تا پیش از مرگ نویسنده در سال ۲۰۰۸ اجازه نمایش در آمریکا را نیافت گدار در مصاحبه‌ای گفته بود که این فیلم در واقع نوعی بازسازی خواب بزرگ، اثر هوارد هاکس، است که در آن آنا کارینا در نقش بوگارت بازی می‌کند.
داستان فیلم دربارهٔ کارآگاهی خصوصی (با بازی کارینا) است که به دنبال معشوق و همکار سابقش که ناپدید شده می‌گردد. گدار در این فیلم شکل اغراق‌شده سبک استیلیزه همیشگی‌اش را به کار می‌بندد. جامپ کات، نماهای طولانی و طراحی دکور به سبک پاپ آرت از ویژگی‌های این فیلم است. به شیوه برشتی تماشاگر به‌طور مستقیم مخاطب قرار می‌گیرد و بر تصنع تأکید می‌شود.

## خلاصه داستان
خبرنگاری به نام پائولا نلسون، وارد آتلانتیک سیتی، نیوجرسی می‌شود تا دوست‌پسر سابقش ریچارد را پیدا کند. به زودی درمی‌یابد که او به قتل رسیده‌است. پائولا مشکوک است که ریچارد قربانی توطئه‌ای سیاسی شده و برای کشف حقیقت با گروهی گانگستر، چند مأمور پلیس فاسد و یک نویسنده داستان‌های کارآگاهی همراه می‌شود…

## تولید فیلم
گدار ساخت آمریکا و دو سه چیزی که از او می‌دانم را به عنوان لطفی به تهیه‌کننده و دوستش، ژرژ دوبورگار، همزمان ساخت. دو سه چیزی که از او می‌دانم را صبح‌ها فیلم‌برداری می‌کرد و ساخت آمریکا را بعدازظهرها. حتی پیشنهاد کرده بود مانند نخل‌های وحشی فاکنر، هر دو فیلم با هم نمایش داده شوند، تماشاگر یک حلقه از این فیلم را ببیند و یک حلقه از آن یکی.

فیلم در فرانسه فیلم‌برداری شده اما وانمود می‌شود داستان فیلم در آتلانتیک سیتی، نیوجرسی می‌گذرد.

ساخت آمریکا به «نیک و سام» (نیکلاس ری و ساموئل فولر) تقدیم شده‌است، دو فیلم‌ساز آمریکایی که تحسین و خشم گدار را همزمان برمی‌انگیختند.

نام خانوادگی ریچارد هرگز در طول فیلم شنیده نمی‌شود، هر بار که به آن اشاره می‌شود صداهای صحنه مانع از شنیدن نام کامل او می‌شود.

اسم شخصیت‌ها، مخلوطی از شخصیت‌های سیاسی و ارجاعات فرهنگی آمریکایی‌ست: نظیر ریچارد نیکسون، رابرت مک‌نامارا، پل ویدمارک (اشاره به ریچارد ویدمارک)، دوریس میزوگوچی (اشاره به کنجی میزوگوچی)